# Eupithecia gaumaria
Eupithecia gaumaria là một loài bướm đêm trong họ Geometridae.